# Burgerinitiatief (Nederland)
Een burgerinitiatief is in de Nederlandse politiek een voorstel dat een kiesgerechtigde, met ondersteuning van 40.000 handtekeningen, kan indienen om een bepaald onderwerp op de agenda van de Tweede Kamer te laten plaatsen. Indien het voorstel aan de vereisten voldoet, komt het onderwerp op de Kameragenda.
Een burgerinitiatief moet betrekking hebben op het instellen, wijzigen of afschaffen van een wettelijke regeling of op ander regeringsbeleid. Het voorstel mag niet in strijd zijn met de Grondwet en de goede zeden. Begrotingen en belastingen zijn uitgesloten van het burgerinitiatief.
Een burgerinitiatief kan worden gezien als een vorm van petitierecht. In het geval van een petitie heeft de burger recht op een antwoord. Een petitie heeft geen formele status en is daarom heel vrijblijvend. Bij een burgerinitiatief kan een burger een onderwerp op de politieke agenda zetten en verplicht de burger de Kamer het onderwerp te behandelen.

## Geschiedenis
In oktober 2003 diende Niesco Dubbelboer (PvdA) een motie in waarin het Presidium werd verzocht de voor- en nadelen van het burgerinitiatief te onderzoeken. De motie Dubbelboer constateerde dat 'op gemeentelijk, provinciaal en Europees niveau burgers de mogelijkheid hebben of krijgen om beleidsideeën te agenderen.' De motie pleitte daarom voor het instellen van het burgerinitiatief op landelijk niveau.
In maart 2004 werd de motie door de Kamer aangenomen en in juni 2005 stelde het Presidium naar aanleiding van haar onderzoek voor om het burgerinitiatief in te voeren. Het Presidium noemde het burgerinitiatief een concrete maatregel om de afstand tussen burger en politiek te verkleinen. Ook stelde het Presidium dat het initiatief de vertegenwoordigende functie van de Kamer zou versterken.
Voor het invoeren van het burgerinitiatief was geen wetswijziging nodig. Alleen het Reglement van Orde van de Tweede Kamer is aangepast. Hiertoe besloot de Tweede Kamer in februari 2006. Vanaf 1 mei 2006 is het burgerinitiatief als bestuurlijke vernieuwing een feit. Oorspronkelijk gold het tot 1 mei 2008.
Lange tijd was geen enkel ingediend burgerinitiatief succesvol. Er werden er zes in de Kamer besproken en met geen van de  initiatieven werd ingestemd.
De Tweede Kamer heeft op 11 december 2008 na een evaluatie besloten dat het burgerinitiatief wordt voortgezet en dat ook digitale steunbetuigingen mogelijk worden gemaakt vanaf 1 januari 2009.
Op 15 mei 2014 werd een aantal voorgestelde maatregelen uit het Burgerinitiatief Betere diagnose- en behandelmogelijkheden ziekte van Lyme in de Tweede Kamer unaniem gesteund.

## Procedure
Een burgerinitiatief is aan een aantal spelregels gebonden. Het voorstel moet nauwkeurig omschreven en gemotiveerd zijn. Een kiezer moet een voorstel met naam, adres en handtekening indienen. Degenen die het verzoek ondersteunen moeten, naast hun handtekening, naam, adres en geboortedatum vermelden. Ondertekenaars dienen de Nederlandse nationaliteit te hebben en meerderjarig te zijn.
Onderwerpen waarover korter dan twee jaar voor indiening van het voorstel een besluit genomen is, zijn uitgesloten van een burgerinitiatief. Een uitzondering vormen onderwerpen waarvan voldoende nieuwe feiten of omstandigheden bekend zijn, die tijdens de beraadslagingen over het onderwerp in de Tweede Kamer onbekend waren.
Een burgerinitiatief wordt in handen gesteld van de Tweede Kamercommissie voor de Verzoekschriften en de Burgerinitiatieven, die de Kamer adviseert over de verdere afhandeling. De commissie controleert steekproefsgewijs of de verzamelde handtekeningen van kiesgerechtigden zijn. Daarom zullen enkele ondertekenaars van een burgerinitiatief gevraagd worden naar een kopie van hun identiteitsbewijs.
In het geval van een digitaal burgerinitiatief wordt, nadat er 40.000 steunbetuigingen zijn ingeleverd, een bepaald percentage benaderd door de commissie om een handtekening en verdere persoonlijke gegevens op papier te overleggen. Als een bepaald percentage daarvan binnen een zekere termijn binnenkomt worden de steunbetuigingen geldig verklaard.
Als aan alle voorwaarden is voldaan stelt de commissie aan de Kamer voor het initiatief in behandeling te nemen. Ook doet zij een voorstel over de manier waarop de Kamer het initiatief kan behandelen. De Tweede Kamer kan een initiatiefnemer bijvoorbeeld vragen om een mondelinge toelichting tijdens een commissievergadering of plenaire vergadering. Uiteindelijk zullen de Kamerleden een standpunt innemen over het ingediende initiatief.

## Ingediend bij de Tweede Kamer
Burgerinitiatieven sinds 2006 in chronologische volgorde:
1. Burgerinitiatief voor Rookvrije Horeca (19 mei 2006; niet-ontvankelijk verklaard)
2. Burgerinitiatief Stop Fout Vlees (13 februari 2007; plenair debat Tweede Kamer op 13 december 2007)
3. Burgerinitiatief Vroeg op Stap - Landelijke regeling van de horecasluitingstijden (18 maart 2008; niet-ontvankelijk verklaard)
4. Burgerinitiatief Meer Plezier met Minder Vuurwerk (18 februari 2009; niet-ontvankelijk verklaard)
5. Burgerinitiatief Betere diagnose- en behandelmogelijkheden ziekte van Lyme (11 mei 2010; ontvankelijk verklaard)
6. Burgerinitiatief Aanpassing beleid bij opleggen TBS-maatregel (18 mei 2010; niet-ontvankelijk verklaard; doorverwezen naar Kamercommissie voor Veiligheid en Justitie)
7. Burgerinitiatief Voltooid Leven (18 mei 2010; ontvankelijk verklaard)
8. Burgerinitiatief Invoer Actieve Donor Registratie (7 december 2010; niet-ontvankelijk verklaard; doorverwezen naar Kamercommissie voor Volksgezondheid, Welzijn en Sport)
9. Burgerinitiatief Nederland krijgt nieuwe energie (7 december 2010; niet-ontvankelijk verklaard; doorverwezen naar Kamercommissie voor Economische Zaken, Landbouw en Innovatie)
10. Burgerinitiatief AOW Omhoog! (18 januari 2011; ontvankelijk verklaard), zie Algemene Ouderdomswet
11. Burgerinitiatief Verbod op honden- en kattendierproeven (8 maart 2011; niet-ontvankelijk verklaard)
12. Burgerinitiatief Verbod pedofielenvereniging (6 september 2011), zie Vereniging MARTIJN (niet-ontvankelijk verklaard)
13. Burgerinitiatief Sloop de muur, sancties tegen Israël (21 januari 2013; ontvankelijk verklaard)
14. Burgerinitiatief Informatieplicht medische behandelingsovereenkomst (12 februari 2013; ontvankelijk verklaard)
15. Burgerinitiatief Referendum bij nieuwe bevoegdheidsoverdracht aan Brussel (26 maart 2013)
16. Burgerinitiatief Erken ME (29 oktober 2013)
17. Burgerinitiatief Stop de Overvolle Klassen (10 december 2013; ontvankelijk verklaard)
18. Burgerinitiatief Ons Geld (21 april 2015; ontvankelijk verklaard)
19. Burgerinitiatief Teken tegen Kernwapens (29 september 2015; ontvankelijk verklaard)
20. Burgerinitiatief Farao der Nederlanden (10 november 2015; niet-ontvankelijk verklaard)
21. Burgerinitiatief Een dier is geen ding (20 september 2017)
22. Burgerinitiatief Eigeland voor een kinderpardon dat wél werkt (11 december 2018)
23. Burgerinitiatief Ik ben onbetaalbaar (16 april 2019)
24. Burgerinitiatief Stop de Hondenbelasting (23 april 2019)
25. Burgerinitiatief EHBO in het onderwijs (18 juni 2019)
26. Burgerinitiatief Erken Fibromyalgie (30 september 2021)[6]